# Banshee (Kings Island)
Pour les articles homonymes, voir Banshee (homonymie).
Banshee est un parcours de montagnes russes situé à Kings Island, parc d'attractions de Mason dans l'Ohio. Conçu et construit par Bolliger & Mabillard (B&M), Banshee a ouvert le 18 avril 2014. Ces montagnes russes mesurent 1 257 mètres (4 124 pieds) de longueur sont les plus longues montagnes russes inversées[réf. nécessaire]. Banshee est également le second parcours de montagnes russes inversées construites aux États-Unis, après le Patriot à Worlds of Fun en 2006[réf. nécessaire].